# Drets del col·lectiu LGBT al Camerun

Aquest és un article sobre els drets LGBT al Camerun. Les persones lesbianes, gais, bisexuals i transsexuals al Camerun han d'afrontar reptes legals que no experimenten els residents no LGBT, ja que compta amb una situació restrictiva respecte als drets i la situació social del col·lectiu LGBT. Les pràctiques sexuals consentides entre adults del mateix sexe, independentment de si són homes o dones, han estat declarades il·legals al país des de 1965.
L'homosexualitat és considerada majoritàriament com una malaltia importada d'Occident i qui manifesta públicament la seva orientació sofreix conseqüències com el repudi, l'expulsió de la comunitat, vexacions o l'exposició a l'escarn públic a través de mitjans de comunicació. Els homosexuals a Camerun viuen amagats per por de la fustigació o al fet que es compleixin les amenaces de danys físics o de la mort.

## Legislació sobre relacions homosexuals
Alessia Valenza en el seu informe sobre la situació de l'homosexualitat al Camerun publicat per ILGA el 12 de novembre de 2013 assenyala:
| « | La homofòbia és endèmica a Camerun, on l'homosexualitat està tipificada com a delicte per l'article 347 bis del Codi Penal". Els actes sexuals entre persones del mateix sexe estan prohibits per la secció 347-1 del Codi Penal amb una pena de 6 mesos fins a 5 anys de presó i una multa de 20.000 a 200.000 francs. | » |

En 2009 es va divulgar que el president del Camerun, Paul Biya, tenia previst despenalitzar l'homosexualitat el 10 de desembre del mateix any coincidint amb el 61 aniversari de la Declaració Universal dels Drets Humans. Una campanya organitzada per l'entitat Prodhop and Alternatives Cameroon va congregar més de 10.000 suports entre amplis sectors de la població. Tanmateix aquest anunci no es va dur a terme.
Durant els últims anys s'han incrementat les actituds homòfobes vers les persones LGBT i les violacions dels drets humans. A vegades les promou la població en general i altres les autoritats públiques inclosa la policia. Existeix fustigació contra persones LGBT (o aquelles percebudes com a tals) i cap a les seves famílies, així com dels qui els assisteixen. També s'han constatat amenaces de mort, arrests arbitraris, empresonaments, judicis injusts, robatoris, un incendi premeditat amb pèrdua de dades confidencials, convocatòries públiques per part de líders religiosos per fustigar persones LGBT que obtenen reflex en els mitjans, tortura i recentment l'assassinat, probablement motivat per l'homofòbia, del periodista i activista LGTB Eric Lembembe.

## Societat
Camerun és, en línies generals, una societat conservadora en la qual l'homosexualitat està mal vista. En 2006 alguns periòdics van realitzar una àmplia campanya d'outing revelant els noms d'almenys, 50 persones influents als qui van titllar d'homosexuals. Arran d'aquesta publicació es van donar diversos casos de condemnes per "comportament desviat". Aquests articles van impulsar la venda de periòdics però van rebre les crítiques del Consell de Comunicació Estatal per envair la privadesa de les persones. La campanya va provocar un debat nacional sobre els drets dels homosexuals i la privadesa.
Un tribunal de Camerun va empresonar Jean Pierre Amougou Belinga durant quatre mesos per difamar Grégoire Owona, un ministre del govern nomenat a la llista de 50 presumptes homosexuals a Camerun.

### Organitzacions No Governamentals
Existeix a Espanya una ONG africana que defensa els drets LGBTI dels immigrants: Dia-Dia Àfrica Llibertat. Integrada per persones procedents de diversos països africans la seva labor consisteix en la lluita pels drets LGBTI i visibilizar als africans que, després d'integrar-se en la societat espanyola, viuen en un segon armari.
| «                                                                                           | "Hi ha dones africanes a Espanya que opten per dir que són bisexuals encara que siguin lesbianes, perquè és una forma de protegir-se de la discriminació de la resta dels negres | » |
| — Danielle Nicole MBoume, associació Dia-Dia Àfrica Llibertat (Diari El Confidencial, 2017) | |   |

Al Camerun existeixen diverses ONG en defensa dels drets LGBT, com a Alternatives-Cameroun, Affirmative Action, Humanity First Cameroon o ADEFHO, encara que els voluntaris i treballadors indiquen reiteradament que han de prendre's mesures dràstiques per assegurar el funcionament de les organitzacions que lluiten pels drets humans i per protegir els mateixos activistes que les conformen.
| «                                                                      | "La falta de seguretat de tots els actors involucrats en la defensa dels drets dels homosexuals és preocupant. (...) L'1 de juliol, assenyalem en un comunicat signat conjuntament amb Human Rights Watch i altres cinc organitzacions a Camerun, els atacs de Yaoundé i Douala i recomanem que aquests delinqüents siguin jutjats ja que els seus actes priven a molts camerunesos de la seva atenció mèdica, com és el cas de la destrucció del Centre d'Accés a Douala" | » |
| — Serge Douomong Yotta, Director Executiu de Affirmative Action (2013) | |   |

## Taula resum
| Activitat sexual legal amb el mateix sexe                     | (Pena: Multa i 5 anys de presó o llibertat vigilada) |
| Mateixa edat de consentiment                                  | No                                                   |
| Lleis antidiscriminació a la feina                            | No                                                   |
| Lleis antidiscriminació en la prestació de béns i serveis     | No                                                   |
| Matrimoni del mateix sexe                                     | No                                                   |
| Lleis antidiscriminació en el discurs de l'odi i la violència | No                                                   |
| Reconeixement de les parelles del mateix sexe                 | No                                                   |
| Adopció de fillastres per parelles del mateix sexe            | No                                                   |
| Adopció conjunta per parelles del mateix sexe                 | No                                                   |
| Prestació de servei militar per gais i lesbianes              |                                                      |
| Dret legal a canviar de gènere                                | No                                                   |
| Accés a la fecundació in vitro per lesbianes                  | No                                                   |
| Subrogació comercial per a parelles d'homes homosexuals       | No                                                   |
| Permís per donar sang als MSMs                                | No                                                   |